# Сентябрь 2012 года

Список событий сентября 2012 года.

## События
- 1 сентября
  - Исполняющий обязанности премьер-министра Кыргызстана Омурбек Бабанов написал прошение об отставке[1].
  - В результате двойного теракта вблизи базы НАТО на востоке Афганистана погибли 12 человек, более 50 — были ранены[2].
  - Москва окончательно переведена на набор номера в едином десятизначном формате с префиксом «8» и кодами «495», «498», «499». С 1 сентября ОАО «МГТС» больше не соединят при наборе 7-значного номера.[3]
  - Избирательный трибунал Мексики официально объявил представителя Институционно-революционной партии (ИРП) Энрике Пенью Ньето победителем президентских выборов[4].
  - Новый закон «О защите детей от информации, причиняющей вред их здоровью и развитию» вступает в силу 1 сентября. Закон предусматривает ряд ограничений для публикации материалов в СМИ.[5]

- 2 сентября
  - На Русском острове во Владивостоке открылся 24-й саммит стран Азиатско-Тихоокеанского экономического сотрудничества (АТЭС). Россия впервые принимает саммит АТЭС[6].
  - Исламисты из группировки «Единство и джихад в Западной Африке» захватили контроль над городом Дуэнца, расположенным в центральной части Мали[7].
  - Американский писатель Ричард Бах получил серьёзные травмы, разбившись на собственном самолёте[8].
  - Впервые за 50 лет на египетском телевидении ведущая новостей вышла в эфир в хиджабе[9].
  - По меньшей мере 13 мирных жителей погибли в результате промаха американского беспилотника в центральном районе Йемена[10].

- 3 сентября
  - Президент Алжира Абдель Азиз Бутефлика назначил министра водных ресурсов Абдельмалека Селлаля новым премьер-министром[11]
  - Готфрид Свартхольм, один из четырёх основателей The Pirate Bay, был арестован в городе Пномпень, столице Камбоджи[12].
  - Ливан выразил протест в связи с продолжающимися обстрелами ливанской территории сирийской артиллерией[13].
  - Президент Киргизии Алмазбек Атамбаев освободил от должности посла в Белоруссии в связи с опубликованными в прессе фактами укрывательства властями Белоруссии на своей территории экс-президента Киргизии Курманбека Бакиева и его родственников[14].
- 4 сентября
  - В канадской провинции Квебек прошли выборы в местную Национальную ассамблею[15], победу на которых одержала сепаратистская партия Квебека, набравшая 33 процента голосов[16]. Премьер-министром впервые станет женщина — лидер одержавшей победу партии Полин Маруа[17].
  - Суд Бахрейна подтвердил приговоры 20 активистам, осуждённым за организацию уличных протестов в 2011 году[18].
  - Кенийский флот обстрелял сомалийский портовый город Кисмайо — последний оплот исламистской группировки Аль-Шабаб, в целях подготовки к наземной операции сил Африканского союза[19].
- 5 сентября
  - У берегов Коста-Рики произошло мощное землетрясение магнитудой 7,6[20].
  - Жанторо Сатыбалдиев избран премьер-министром Киргизии[21].
  - Правительство Японии смогло договориться с частным владельцем спорных островов Сенкаку об их покупке[22].
  - Власти Гондураса подписали соглашение с инвесторами о создании в стране трёх частных городов[23].
  - В турецком городе Афьонкарахисар в результате взрыва на складе боеприпасов на базе ВВС погибли 25 человек, ещё четверо получили ранения[24].
  - В рамках люстрации в Вильнюсе рассекречены списки сотен кадровых сотрудников КГБ[25].
  - Физики из Университета Вены и Академии наук Австрии установили новый рекорд в квантовой телепортации — 143 километра[26].
- 6 сентября
  - Учёные из нескольких стран опубликовали самый подробный на сегодняшний день анализ функций генома человека, составленный в рамках проекта «Энциклопедия элементов ДНК». Они показали, что до 80 % человеческого генома выполняет определённые функции, в том числе, мусорная ДНК[27].
  - Китайская Национальная комиссия по развитию и реформам утвердила 25 новых железнодорожных проектов в городах общей стоимостью 127 млрд долларов с целью поддержать сокращающийся внутренний спрос на сталь[28].
- 7 сентября
  - В результате серии землетрясений магнитудой 5,6—5,7 в китайской провинции Юньнань погибли 89 человек, 820 получили ранения[29].
- 8 сентября
  - Канада разорвала дипломатические отношения с Ираном, официально причислив его к государствам — спонсорам терроризма[30].
  - «Золотого льва» 69-го Венецианского кинофестиваля удостоена картина Кима Ки Дука «Пьета»[31].
  - Космический зонд Dawn покинул орбиту астероида Веста и направился к Церере[32].
- 9 сентября
  - Завершилась шахматная Олимпиада в Стамбуле, победу в итоговом зачёте одержала команда Армении. Сборная России заняла второе место, одержав победу в женском турнире и завоевав Кубок Гаприндашвили[33].
  - Бывший вице-президент Ирака Тарик аль-Хашими заочно приговорён к смертной казни через повешение[34].
  - В Гонконге прошли выборы в законодательное собрание[35].
  - Вступило в силу соглашение об упрощении визового режима между Российской Федерацией и Соединёнными Штатами Америки[36].
- 10 сентября
  - Парламент Сомали избрал новым главой государства бывшего декана Института менеджмента и управления Хасана Шейха Махмуда[37].
  - Британский теннисист Энди Маррей стал победителем открытого чемпионата США по теннису 2012 среди мужчин, обыграв Новака Джоковича[38], среди женщин кубок получила Серена Уильямс, победившая первую ракетку мира Викторию Азаренко[39].
  - Белоруссия и Соломоновы Острова установили дипломатические отношения[40].
- 11 сентября
  - Свыше трёхсот человек погибли в Пакистане при пожарах на швейной фабрике в Карачи и обувной фабрике в Лахоре[41].
  - Американские астрономы объявили об обнаружении спутника Юпитера S/2000 J 11, который долгое время считался потерянным[42].
  - Китай отправил патрульные противолодочные корабли к спорным островам Сенкаку[43].
  - Мохамед аль-Завахири, брат нынешнего лидера «Аль-Каиды» Аймана аз-Завахири, обратился в эфире телеканала CNN к властям западных стран с предложением 10-летнего перемирия[44].
  - Японский математик Синъити Мотидзуки заявил о доказательстве abc-гипотезы, одного из важных утверждений в теории чисел[45].
  - В Барселоне (Каталония) прошла многотысячная акция с требованием предоставления независимости от Испании[46].
- 12 сентября
  - В Нидерландах прошли внеочередные парламентские выборы[47]. По предварительным данным, либеральная Народная партия за свободу и демократию одержала победу и получит 41 место в 150-местном парламенте[48].
  - В Бенгази убит посол США в Ливии Кристофер Стивенс[49].
  - 10 человек погибли, четверо ранены в авиакатастрофе пассажирского самолёта Ан-28, принадлежащего Петропавловск-Камчатскому авиапредприятию, на Камчатке вблизи аэропорта Палана[50].
  - Компания Apple представила iPhone 5[51].
  - Премьер-министром Ливии избран Мустафа Абу Шакур[52].
  - Часовая башня Вестминстерского дворца в Лондоне, известная также как Биг-Бен, переименована в Башню Елизаветы в честь правящей королевы Великобритании Елизаветы II[53].
- 13 сентября
  - Американское посольство в Йемене подверглось нападению со стороны религиозных фанатиков, протестующих против фильма «Невинность мусульман», вышедшего в США[54].
  - ФРС США запустила новую программу количественного смягчения[55].
- 14 сентября
  - Прах американского космонавта Нила Армстронга развеян в море[56].
  - Депутаты Государственной думы большинством голосов лишили зампредседателя фракции «Справедливая Россия» Геннадия Гудкова депутатского мандата[57].
  - На расстоянии 2,84 млн км от Земли пролетел астероид 2012 QG42 размером примерно в полкилометра[58].
  - Исчерпание запасов IPv4-адресов RIPE NCC, регионального интернет-регистратора Европы.

- 15 сентября
  - В Москве и ряде других российских городов прошла крупная антипутинская протестная акция «Марш миллионов». В Москве участники прошли по бульварам до проспекта Академика Сахарова, где состоялся митинг. Численность людей, пришедших на митинг, была 54 тысячи человек. На митинге выступили: Борис Немцов, Алексей Навальный, Илья Яшин, Геннадий Гудков, Гарри Каспаров, Дмитрий Быков, Илья Пономарёв и другие[59][60].
- 16 сентября
  - В НХЛ объявлен локаут[61].
- 17 сентября
  - Ушёл в отставку президент Доминики Николас Ливерпуль. Парламент единогласно избрал Элиуда Уильямса новым президентом страны[62].
  - Полиция Нью-Йорка арестовала десятки активистов «Захвати Уолл-стрит», собравшихся в финансовом центре города по случаю годовщины протестного движения[63].
  - Власти Мьянмы объявили амнистию для 514 заключённых, 424 из которых являются политическими[64].
  - Генпрокуратура РФ признала экстремистским фильм «Невинность мусульман», снятый в США к очередной годовщине терактов 11 сентября[65].
  - Организация «Аль-Каида» призвала мусульман в странах исламского Магриба убивать либо выдворять американских дипломатов в качестве мести за снятый в США антиисламский фильм «Невинность мусульман»[66].
  - В России стартовала программа масштабной приватизации: Центробанк объявил о начале продажи части госпакета акций Сбербанка[67].
  - «Приз зрительских симпатий» 37-го кинофестиваля в Торонто достался картине Дэвида О. Рассела «Мой парень — псих».
- 18 сентября
  - В Нью-Йорке открылась 67-я сессия Генеральной ассамблеи ООН[68].
  - Агентство США по международному развитию прекратило свою деятельность в Российской Федерации[69].
  - Ташкентский городской суд по уголовным делам постановил конфисковать в пользу государства все имущество «Уздунробиты» дочерней компании российской МТС[70].
  - Обнародован фрагмент апокрифического Евангелия от жены Иисуса.[71]
- 19 сентября
  - Министр по исполнению наказаний в Грузии Хатуна Калмахелидзе заявила о своей отставке в связи со скандалом из-за пыток в Глданской тюрьме[72].
  - Французский еженедельный сатирический журнал Charlie Hebdo опубликовал карикатуры с обнажённым пророком Мухаммедом на фоне беспорядков в мусульманских странах[73].
  - Задержанный за порчу икон в храме Христа Спасителя Юрий Пиотровский заявил в суде, что его поступок не был связан с «панк-молебном» Pussy Riot[74].
  - Латвия и Гренада установили дипломатические отношения[75].
  - В Павлодаре (Казахстан) открылся IX Форум межрегионального сотрудничества России и Казахстана[76].
  - В Нью-Йорке прошла антияпонская демонстрация[77].
  - Взрыв газа на предприятии Pemex в Мексике, 26 погибших[78].
  - Генсек ООН Пан Ги Мун призвал Японию и КНР избежать конфликта в регионе[79].
- 20 сентября
  - В Бристоле официально запущена местная валюта — бристольский фунт. Бристоль стал первым городом Соединённого Королевства, который обзавёлся собственной денежной единицей[80].
  - Министерство юстиции зарегистрировало партию «Демократический выбор». Её руководителем является Владимир Милов[81].
  - В Государственную думу внесён законопроект о возвращении перехода на зимнее время[82].
  - В Пекине издательствам запретили печатать книги о Японии из-за конфликта между странами вокруг спорных островов Сенкаку[83].
  - В пакистанское министерство иностранных дел вызвали поверенного в делах США Ричарда Хогланда, которому вручили ноту протеста в связи с появлением в интернете антиисламского фильма «Невинность мусульман», от него также потребовали, чтобы власти США удалили фильм с видеохостинга YouTube и из социальных сетей[84].
  - Вступил в силу Договор о Зоне свободной торговли СНГ в отношениях между Белоруссией, Россией и Украиной[85].
  - Жертвами лихорадки Западного Нила в США стали 134 человека[86].
  - Не менее 11 заключённых ранены в ходе бунта в тюрьме в городе Фолсом (США)[87].
- 21 сентября
  - Хайлемариам Десалень приведён к присяге в качестве премьер-министра Эфиопии[88].
  - Перестановки в кабинете министров Норвегии. Министром иностранных дел назначен Эспен Барт Эйде[89].
  - Лидер правой партии «Национальный фронт» Марин Ле Пен призвала к введению во Франции запрета на публичное ношение хиджаба и кипы. По мнению Ле Пен, в стране следует запретить также создание любых религиозных общин[90].
  - Объявленный в Пакистане с целью проведения массовых демонстраций против скандального фильма «Невинность мусульман» выходной «День любви к пророку Мухаммеду» закончился массовыми столкновениями с полицией и гибелью десятков людей[91]. В Пакистане в ходе протестов против фильма «Невинность мусульман» погибли 16 человек, 200 человек ранены[92].
  - Российская дума одобрила поправки в уголовный кодекс, существенно расширяющие понятие «государственная измена»[93].
  - Немецкая католическая церковь издала декрет, который узаконил отлучение от церкви тех, кто отказывается платить церковный налог[94].
  - США и Франция закрыла посольства ряде исламских стран[95].
  - Стартовали мировые продажи смартфона IPhone 5[96].
- 22 сентября
  - Министр железнодорожного сообщения Пакистана Гулам Ахмед Билур объявил о вознаграждении $100 000 тому, кто убьёт автора фильма «Невинность мусульман»[97].
  - В Бенгази группа сторонников ливийского правительства напала на базу исламистской организации «Ансар аль-Шариа». В результате боевики покинули базу, которую нападавшие впоследствии подожгли. В ходе столкновений по меньшей мере три человека погибли, ещё 20 получили ранения[98].
- 23 сентября
  - В Белоруссии прошли парламентские выборы[99]. При бойкоте выборов со стороны оппозиционных партий 109 из 110 мест в Палате представителей получили сторонники Лукашенко[100][101].
  - Турецкая армия развернула артиллерийские установки и зенитно-ракетные комплексы на границе с Сирией[102].
  - Президент Грузии Михаил Саакашвили заложил основу нового города Лазика на черноморском побережье[103].
  - В Лос-Анджелесе прошла церемония вручения премии Эмми, лучшим драматическим сериалом был признан «Родина», лучшим комедийным — «Американская семейка»[104].
  - Закончились испытания авианосца «Викрамадитья», будущего флагмана индийского флота[105].
  - При взрыве у церкви в городе Баучи на северо-востоке Нигерии погибло 2 человека, ранено 45 человек[106].
- 24 сентября
  - В связи с переходом на новую должность премьер-министр Казахстана Карим Масимов ушёл в отставку. Новым премьер-министра назначен вице-премьер Серик Ахметов[107].
  - Два китайских корабля-разведчика вошли в территориальные воды Японии вблизи спорных островов Сенкаку[108].
- 25 сентября
  - Утверждён состав нового кабинета министров Казахстана. Министром внутренних дел назначен Калмуханбет Касымов[109].
  - Спикер греческого парламента Вангелис Меймаракис сложил свои полномочия до окончания расследования налоговой службы, к которому он может иметь отношение[110].
  - Председатель Европарламента Мартин Шульц заявил, что европейский парламент не станет устанавливать официальные отношения с новым парламентом Белоруссии[111].
  - Первый китайский авианосец «Ляонин» официально принят на вооружение военно-морских сил Народно-освободительной армии Китая[112].
  - Украина и Южный Судан установили дипломатические отношения[113].
  - Россияне смогут посещать Макао без визы на срок до 30 дней[114].
  - При взрыве в городе Тунджели на востоке Турции погибли 7 человек[115].
- 26 сентября
  - В Греции началась 24-часовая всеобщая забастовка[116].
  - В южноафриканском городе Полокване начался суд по делу экс-лидера радикального молодёжного крыла правящей партии «Африканский национальный конгресс» Джулиуса Малемы[117].
  - Экс-премьер-министр Японии Синдзо Абэ избран председателем оппозиционной Либерально-демократической партии[118].
  - Из-за ошибочной радиокоманды сорвалась отстыковка европейского грузового корабля ATV-3 от Международной космической станции[119].
  - Латвия и Мьянма установили дипломатические отношения[120].
- 27 сентября
  - Закрылась за несостоятельностью компания Neckermann — одна из ведущих европейских компаний, занимающаяся продажей товаров по почте[англ.][121].
- 28 сентября
  - Россия начала добычу нефти в Венесуэле[122]
  - В Ялте состоялось встреча глав правительств СНГ[123].
  - Совет по правам человека ООН принял резолюцию по Сирии, РФ проголосовала против[124].
  - Совет по правам человека ООН осудил нарушения прав человека в Мали[125].
  - Атомный крейсер «Пётр Великий» возвратился в Североморск[126].
  - В Париже открылся международный автомобильный салон[127].
  - Депутат Алексей Митрофанов возглавил комитет Государственной думы по СМИ[128].
  - Инфляция в еврозоне в сентябре достигла 2,7 %[129].
  - В Непале разбился пассажирский самолёт с итальянскими туристами, 19 человек погибли[130].
  - Нападения на дипмиссии США
    - США временно закрыли посольство в столице Ливии[131].
    - В США арестован предполагаемый автор антиисламского фильма «Невинность мусульман»[132].
    - Ленинский районный суд Грозного вынес определение «принять меры обеспечения в виде приостановления распространения любым способом видео-фильма „Невинность мусульман“». Министерство по делам национальностей Чечни не имело права требовать признания фильма экстремистским, так как иск о признании какого-либо материала экстремистским и его запрете может подать только прокуратура. Поэтому судом фильм ещё не признан экстремистским, суд лишь вынес определение о недопустимости его распространения.[133][134]

  - Учёные НАСА обнаружили на фотографиях марсохода Кьюриосити следы высохшего ручья[135].
  - Кенийская авиация бомбардировала сомалийский город Кисмайо, контролируемый группировкой «Аш-Шабаб», начался штурм города правительственными войсками Сомали и кенийскими войсками, входящими в состав Amisom[136].
  - По итогам аудита банкам Испании необходима рекапитализация на сумму 59,3 миллиарда евро[137].
  - Армения и Бутан установили дипломатические отношения[138].
- 29 сентября
  - Назначен новый главнокомандующий НАТО по трансформации Жан-Поль Паломерос[139].
  - Бо Силай исключён из компартии Китая[140].
  - В результате наводнения в Испании погибли 10 человек[141].
  - От тайфуна «Джелават» в Японии погибли 2 человека, пострадало свыше 160 человек, обесточено около 330 тыс. домов[142].
  - На митинге оппозиционной коалиции «Грузинская мечта» в Тбилиси собрались 200 тыс. человек[143].
  - В Ватикане начался суд над бывшим камердинером папы Бенедикта XVI Паоло Габриэле[144].
  - Надежда Петрова стала победительницей теннисного турнира в Токио[145].
  - Названы города, в которых пройдёт чемпионат мира по футболу 2018. В список не попали Ярославль и Краснодар.
  - Государственный департамент США сообщил об исключении иранской группировки «Муджахеддин-э Хальк» (Mujahedeen-e Khalq, «Организация моджахедов иранского народа») из списка террористических организаций[146].
- 30 сентября
  - В результате боёв между правительственными силами и повстанцами в Алеппо уничтожен средневековый рынок, находящийся под охраной ЮНЕСКО[147].
  - Число солдат США, убитых в Афганистане, достигло 2 тыс. человек[148].
  - Серия терактов в Ираке, погибли 32 человека, более 100 ранены[149].
  - Премьер-министр Турции Реджеп Тайип Эрдоган переизбран лидером правящей партии[150].
  - В штате Баринас в Венесуэле за неделю до президентских выборов убиты двое лидеров оппозиции[151].
  - В Чехии подал в отставку начальник охраны президента после так называемого «игрушечного покушения» на Вацлава Клауса в Храставе[152].
  - Сборная Европы по гольфу сохранила за собой кубок Райдера[англ.], выиграв в финале с незначительным перевесом у сборной США[153].